# Eclipse Island (ö i Australien, Western Australia)
Eclipse Island är en ö i Australien. Den ligger i delstaten Western Australia, omkring 400 kilometer sydost om delstatshuvudstaden Perth. Arean är 1,4 kvadratkilometer. Den sträcker sig 1,3 kilometer i nord-sydlig riktning, och 2,1 kilometer i öst-västlig riktning.